# Allgemeine Encyclopädie der Wissenschaften und Künste
L'Allgemeine Encyclopädie der Wissenschaften und Künste ("Enciclopedia Universale delle Scienze e delle Arti") è una enciclopedia in lingua tedesca diretta ai primi del XIX secolo da Johann Samuel Ersch e Johann Gottfried Gruber, e perciò conosciuta anche come l'enciclopedia "Ersch-Gruber". Si tratta di una delle più ambiziose imprese editoriali che siano mai state progettate, ma è rimasta incompiuta.

## Storia
L'enciclopedia fu ideata nel 1813 da Johann Samuel Ersch, professore di Geografia e Statistica all'università di Halle, per colmare la mancanza di una enciclopedia in Germania. Le guerre napoleoniche interruppero il progetto, che fu ripreso nel 1816 quando si unì all'impresa Gottlieb Hufeland, professore di Economia all'Università di Jena; Hufeland morì il 25 novembre 1817, mentre veniva composto il primo volume, stampato a Lipsia nel 1818. I redattori delle diverse sezioni erano alcuni fra i più famosi studiosi tedeschi.
Quasi tutte le voci riportavano il nome degli autori in calce; le poche che ne erano prive riportavano i nomi alla fine di ciascuna lettera.  L'impresa fu abbandonata nel 1889, quando erano stati già stampati 167 volumi. I volumi erano stati distribuiti in tre sezioni: A-G (99 volumi), H-N (43 volumi) e O-Z (25 volumi). Solo la prima sezione era stata completata: la seconda sezione era ferma alla voce "Ligatur" e la terza sezione alla voce "Phyxios". Per dare un'idea delle dimensioni: la voce Grecia occupava da sola ben otto volumi, per complessive 3668 pagine.